# Gilberto Mora (ur. 2008)
Gilberto Rafael „Gil” Mora Zambrano (ur. 14 października 2008 w Tuxtla Gutiérrez) – meksykański piłkarz występujący na pozycji ofensywnego pomocnika lub skrzydłowego, od 2024 roku zawodnik Tijuany.
Jego ojciec Gilberto Mora również był piłkarzem.
Jest najmłodszym zdobywcą gola w historii Ligi MX (15 lat i 320 dni), dokonując tego 30 sierpnia 2024 w meczu z Santosem Laguna (3:1). W tym samym spotkaniu został też najmłodszym piłkarzem w historii ligi meksykańskiej, który rozpoczął mecz w wyjściowym składzie.